# Pădurea și pajiștile de la Mârzești
Pădurea și pajiștile de la Mârzești este o arie protejată (arie specială de conservare — SAC, sit de importanță comunitară — SCI) din România, desemnată în scopul protejării biodiversității și menținerii într-o stare de conservare favorabilă a florei spontane și faunei sălbatice, precum și a habitatelor naturale de interes comunitar aflate în arealul zonei protejate. Aceasta este situată în Moldova, pe teritoriul județului Iași.

## Localizare
Aria naturală se întinde în partea central-estică a județului Iași pe teritoriile administrative ale comunelor Popricani și Rediu, în imediata apropiere a drumului județean DJ282, care leagă municipiul (Iași de satul Horlești.

## Înființare
Zona a fost declarată sit de importanță comunitară prin Ordinul Ministerului Mediului și Dezvoltării Durabile Nr.1964 din 13 decembrie 2007 (privind instituirea regimului de arie naturală protejată a siturilor de importanță comunitară, ca parte integrantă a rețelei ecologice europene Natura 2000 în România) și se întinde pe o suprafață de 202,1 hectare. Pădurea și pajiștile de la Mârzești a fost protejată și ca arie specială de conservare în mai 2022

## Biodiversitate

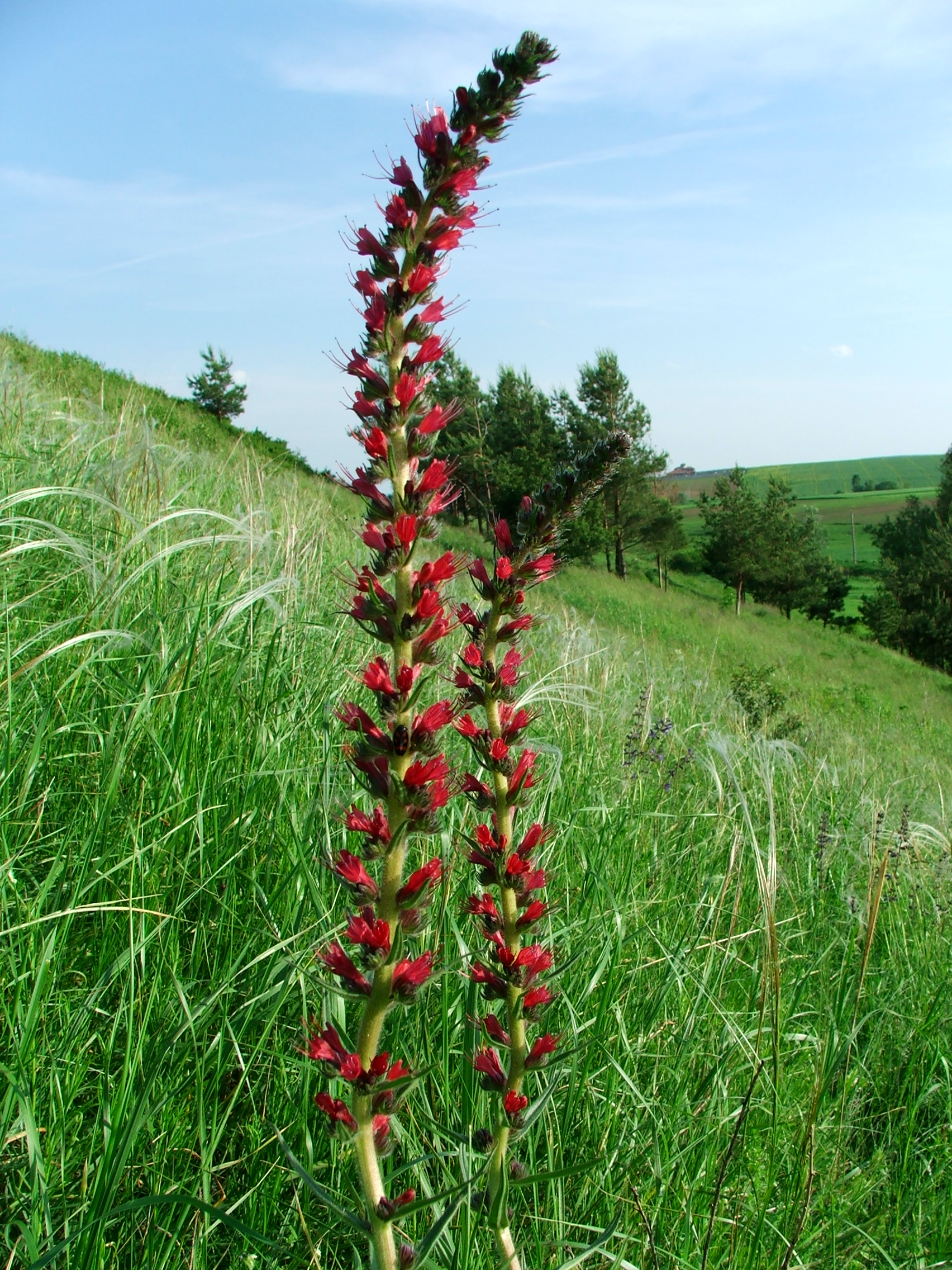
Capul-șarpelui (Echium russicum)

Pădurea și pajiștile de la Mârzești reprezintă o zonă acoperită cu pajiști stepice și pădure de silvostepă eurosiberiană (încadrată în bioregiune continentală, aflată în sudul Câmpiei Moldovei), ce conservă habitate naturale de tip: Pajiști și mlaștini sărăturate panonice și ponto-sarmatice, Stepe ponto-sarmatice, Pajiști de altitudine joasă (Alopecurus pratensis, Sanguisorba officinalis), Tufărișuri de foioase ponto-sarmatice și Vegetație de silvostepă eurosiberiană cu Quercus spp. și protejază floră și faună specifică Podișului moldovenesc. 
La baza desemnării sitului se află câteva specii faunistice și floristice enumerate în anexa I-a a Directivei Consiliului European 92/43/CE din 21 mai 1992 (privind conservarea habitatelor naturale și a speciilor de faună și floră sălbatică); astfel: două specii de mamifere: popândăul (Spermophilus citellus) și șoarecele săritor de stepă (Sicista subtilis); două reptile: vipera de stepă (Vipera ursinii ssp. moldavica) și broasca țestoasă de baltă (Emys orbicularis); doi amfibieni: tritonul cu creastă (Triturus cristatus) și buhaiul de baltă cu burta roșie (Bombina bombina, specie considerată ca vulnerabilă și aflată pe lista roșie a IUCN); precum și trei coleoptere și un lepidopter: rădașca (Lucanus cervus), croitorul marmorat (Pilemia tigrina) și croitorul cenușiu al stejarului (Morimus funereus), respectiv fluturele tigru de Jersey (Callimorpha quadripunctaria). 
Printre speciile floristice enumerate în aceeași anexă se află: capul-șarpelui (Echium russicum), târtanul (Crambe tataria) și sisinelul (Pulsatilla grandis).

## Căi de acces
- Drumul județean DJ282 pe ruta: Iași - Breazu (situl se află în dreapta drumului, la ieșire din sat, spre Horlești).

## Monumente și atracții turistice
În vecinătatea sitului se află numeroase obiective de interes istoric, cultural și turistic; astfel:
- Situl arheologic "Dealul Viei - Curmătura" de la Popricani (sec. II a. Chr., sec. IV p.Chr, Epoca daco-romană, Latène, cultura geto- dacică, Hallstatt mijlociu și târziu, Eneolitic, cultura Cucuteni, faza A, sec. XV, Epoca medieval, sec. IX - X, Epoca medieval timpurie).
- Situl arheologic de la Cotu Morii (sec. VIII - X, Epoca medieval timpurie, sec. IV p.Chr, Epoca daco-romană, Latène).

În municipiul Iași:

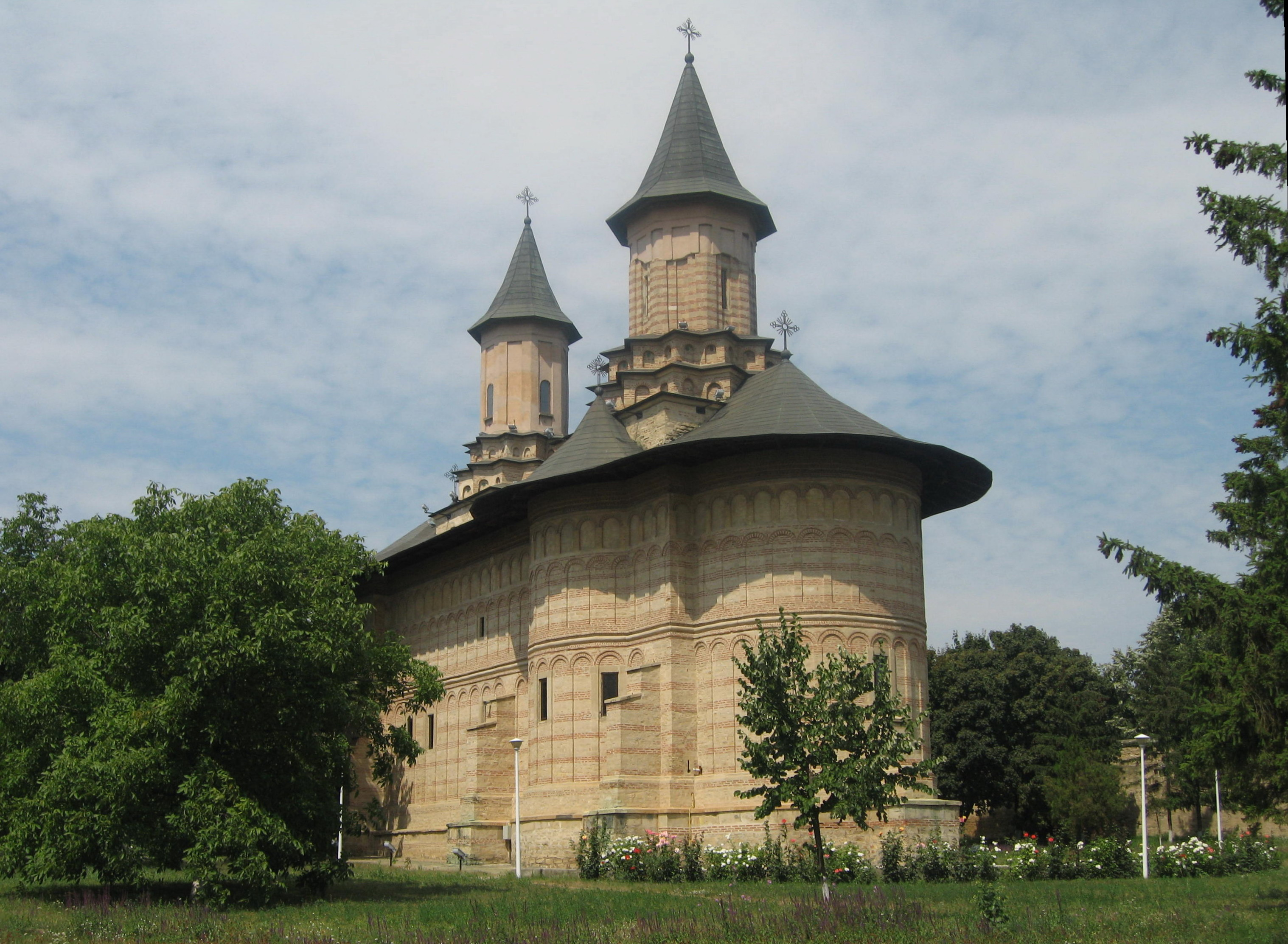
Biserica "Înălțarea Domnului" a Mănăstirii Galata din Iaşi

- Biserica "Sf. Dumitru" (Biserica Balș), construcție 1691, monument istoric.
- Biserica "Schimbarea la Față" (Biserica Albă, fostă "Nașterea Maicii Domnului"), construcție secolul al XVII-lea, monument istoric.
- Biserica Armeană "Sf. Născătoare", construcție 1803, monument istoric.
- Biserica "Duminica Tuturor Sfinților" - Banu, construcție înc. sec. XVIII, monument istoric.
- Ansamblul fostei Mănăstiri Bărboi (Biserica "Sf. Apostoli Petru și Pavel", fosta Stăreție, azi casă parohială și turnul-clopotniță din 1726), construcție secolul al XIX-lea, monument istoric.
- Biserica "Sf. Patruzeci de Mucenici", construcție 1760, monument istoric.
- Biserica "Sf Haralambie" , construcție 1805, monument istoric.
- Biserica "Tăierea Capului Sf. loan Botezătorul" (Biserica din Târgul de Sus, din Măji), construcție 1635, monument istoric.
- Biserica "Schimbarea La Față"a Mănăstirii Socola și Biserica "Nașterea Maicii Domnului" Socola Mică, construcție 1819, monument istoric.
- Biserica "Sf. Treime", construcție 1853, monument istoric.
- Biserica "Sf. Gheorghe" și "Sf. Ecaterina" Lozonschi, construcție 1800, monument istoric.
- Biserica "Pogorârea Sf. Duh" - Curelari, construcție secolul al XVIII-lea, monument istoric.
- Ansamblul Mănăstirii Golia (Biserica "Înălțarea Domnului", Stăreția și turn-clopotniță), construcție sec. XVI - XVIII, monument istoric.
- Biserica „Adormirea Maicii Domnului” - Barnovschi, construcție secolul al XVII-lea, monument istoric.
- Ansamblul Mănăstirii Galata (Biserica "Înălțarea Domnului", palatul domnesc și turnul clopotniță), construcție 1582-1583, monument istoric.
- Palatul Culturii, construcție secolul al XX-lea, monument istoric.
- Teatrul Național "Vasile Alecsandri", construcție secolul al XIX-lea, monument istoric.
- Casa Veronica Micle, construcție mijl. sec. XIX, monument istoric.
- Casa vornicului Alecsandri, azi Muzeul Teatrului, construcție 1810, monument istoric.